# Kloster Reichenstein

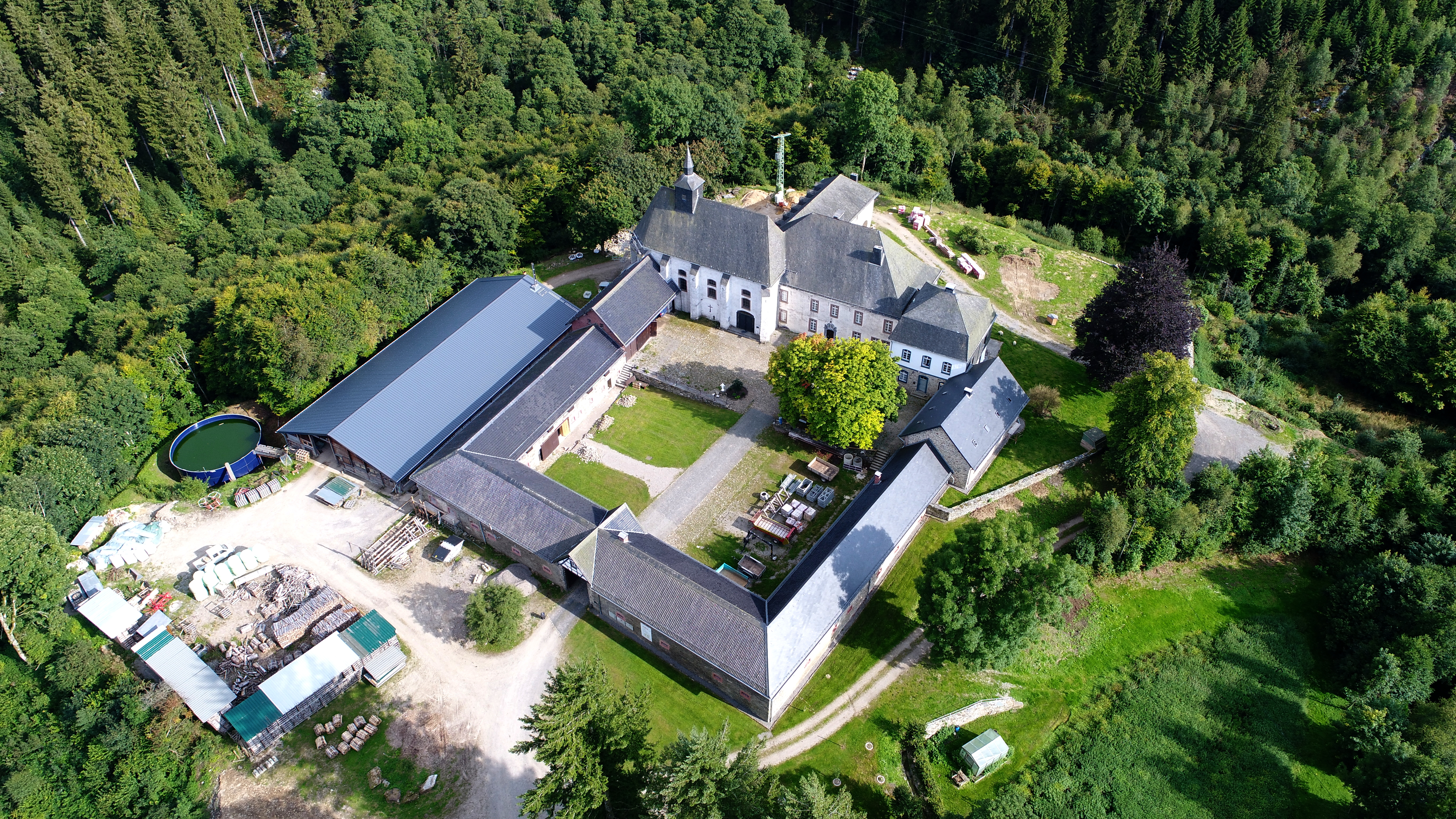
Kloster Reichenstein aus der Vogelperspektive (2017)

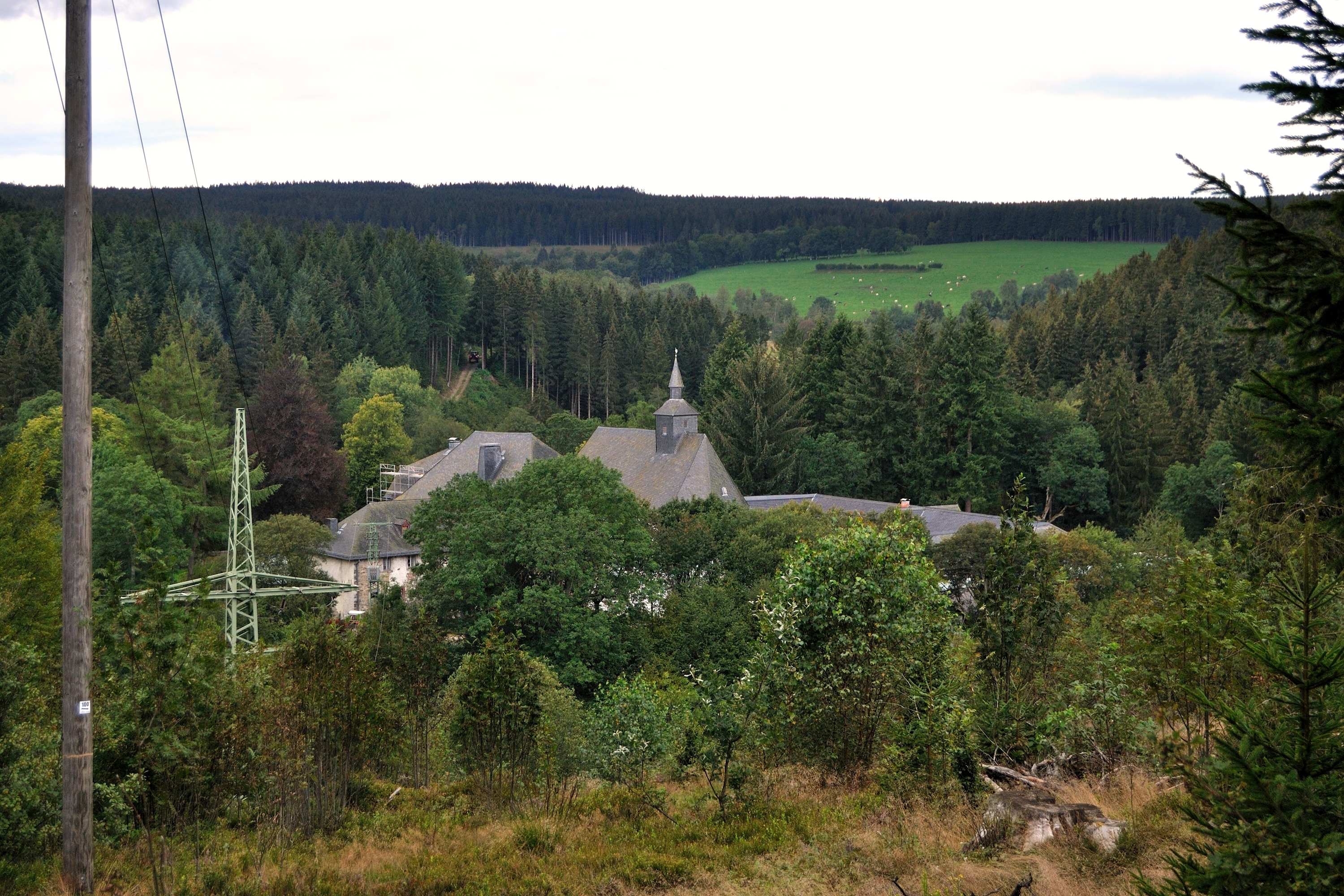
Reichenstein, über dem Rurtal

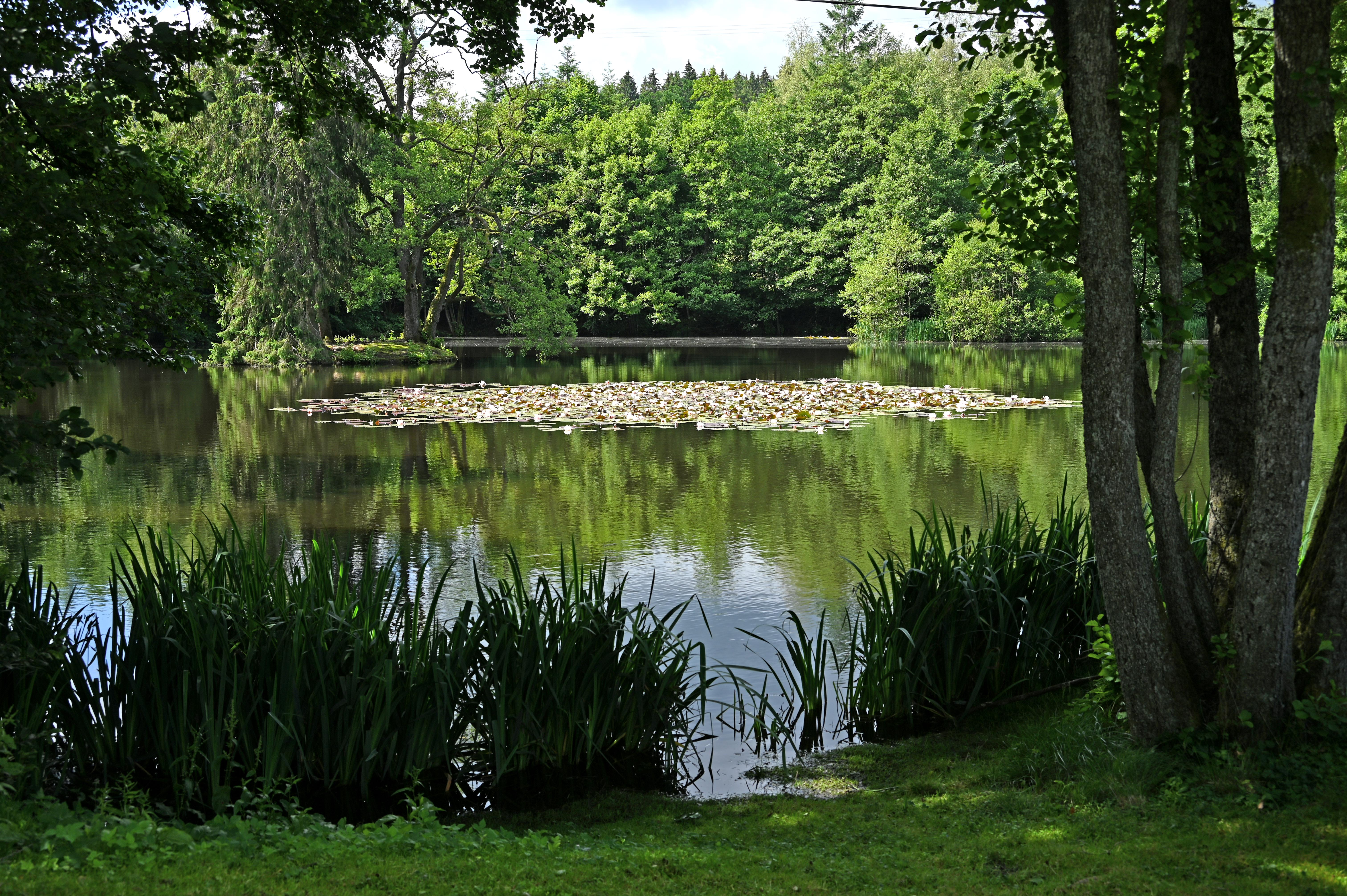
Weiher Reichenstein, Sommer 2021

Das Kloster Reichenstein, vollständig Monasterium Immaculati Cordis Mariae Reichsteri ‚Kloster des unbefleckten Herzens Mariae von Reichenstein‘, ist seit 2017 ein Benediktinerkloster im Monschauer Stadtteil Kalterherberg in der Eifel. Im 12. Jahrhundert war dort ein Prämonstratenserkloster auf dem Platz einer Höhenburg aus dem 11. Jahrhundert. Nach der Auflösung infolge der französischen Säkularisation kam das Gut Reichenstein in private Hände. 2008 erwarb die der Priesterbruderschaft St. Pius X. nahestehende französische Abtei Notre-Dame de Bellaigue die Gebäude, um dort ein Benediktinerkloster zu gründen. Das Kloster liegt auf einem Hügel tief im Tal der Rur, ca. 30 km südlich von Aachen, ca. 5 km westlich der Stadtmitte von Monschau, fast unmittelbar an der belgischen Grenze in der Städteregion Aachen.

## Architektur
Aus der Zeit der Prämonstratenser sind das ehemalige Priorat, die Klosterkapelle und der hinter der Kapelle liegende Wirtschaftsflügel erhalten. Die übrigen Gebäude um den Wirtschaftshof stammen aus dem 19. Jahrhundert. Die Kapelle ist ein Bruchsteinbau mit 3/8-Chorschluss. Sie erhielt 1980 ein neues Schieferdach. Das Priorat, ein zweigeschossiger Bruchsteinbau und die anderen zum Hof hin gelegenen Nebenhäuser wurden in den 1970er Jahren vorwiegend mit Schieferdächern versehen.
Bei den Renovierungsarbeiten kam man zu der Ansicht, einzelne Gebäudeteile seien älter als bisher angenommen. Aus Spuren im Kirchenbau geht hervor, dass er schon aus dem frühen Mittelalter, dem dreizehnten Jahrhundert stammen könnte, also bis zu 400 Jahre älter ist als angenommen. Bei den Merkmalen handelt sich dabei um funktionslose Rundbögen und andere Konstruktionsmerkmale, wie funktionslose Strebepfeiler, die auch von außen sichtbar sind. Im Laufe der Zeit wurden immer wieder Baumaßnahmen durchgeführt, sodass eine genauere Datierung bisher nicht möglich ist.

## Geschichte
In der zweiten Hälfte des 11. Jahrhunderts gründeten die Grafen und späteren Herzöge von Limburg auf einem Umlaufberg der Rur am Ermesbach eine klassische Höhenburg um ihre Besitztümer zu sichern. Mit der „Richwinsteins“ waren es die Gebiete südlich von Aachen, Hof und Forst Konzen, die als königliche Besitztümer eine sehr hohe Bedeutung hatten. Weil das Gebäude aufgrund seiner Lage nicht den Ansprüchen einer Befestigung entsprach, schenkten die Herzöge von Limburg 1131/36 ihre Burg Richwinstinne (Reichenstein) dem Prämonstratenserorden. Das dort gegründete Kloster war bis 1250 ein Doppelkloster. Später verließen die Chorherren das Kloster und gingen zu ihren Mitbrüdern nach Kloster Steinfeld. Bis 1487 blieb Reichenstein Prämonstratenserinnenkloster. 1487 verließen die letzten Chorfrauen Reichenstein, Kanoniker aus Steinfeld besiedelten im Gegenzug wieder das Kloster.
1543 wurde Reichenstein im Dritten Geldrischen Erbfolgekrieg durch Truppen des katholischen Karl von Egmond zerstört, in der Folgezeit aber wieder aufgebaut. 1639 bis 1686 war Stephan Horrichem Prior des Klosters Reichenstein, der als „Apostel des Venns“ verehrt wird. Der Wiederaufbau des Prioratsgebäudes in seiner heutigen Form erfolgte 1687, die Weihe der wiedererrichteten Klosterkirche im Jahre 1693. In den Jahren 1664 bis 1733 stellte das Kloster den Pfarrer für die erste Kirche Roetgens.
Der Niedergang des Klosters begann im Jahre 1794 mit der französischen Besetzung der linksrheinischen Gebiete. 1802 wurde das Kloster im Zuge der Säkularisation durch Napoléon Bonaparte aufgelöst. Der Klosterbesitz wurde, nachdem er einige Jahre verpachtet wurde, im Jahre 1808 an den Tuchfabrikanten und späteren Landrat Bernhard Böcking verkauft. Der Landbesitz gehörte mit rund 500 Magdeburger Morgen, heute 125 ha, zu den größten Gutsbetrieben im Monschauer Land. Bis ins Jahr 2008 wechselten die Besitzer mehrfach.
Die Anfänge der meteorologischen Messungen im oberen Rurtal gehen auf eine Initiative des Guts Reichenstein zurück. Schon 1891 wurde versuchsweise der Einsatz des Hellmannschen Regenmessers (siehe Gustav Hellmann) getestet. Nach Angaben des Wetteramtes Essen begannen die Niederschlagsmessungen am 1. Juli 1892. Die Klosterkirche wurde zunächst als Schafstall, später für eine Käsefabrikation und schließlich bis 1971 als Heustall genutzt. 1971 war der Gebäudekomplex Drehort für die Folge Kressin und der Laster nach Lüttich der ARD-Kriminalfilmreihe Tatort.

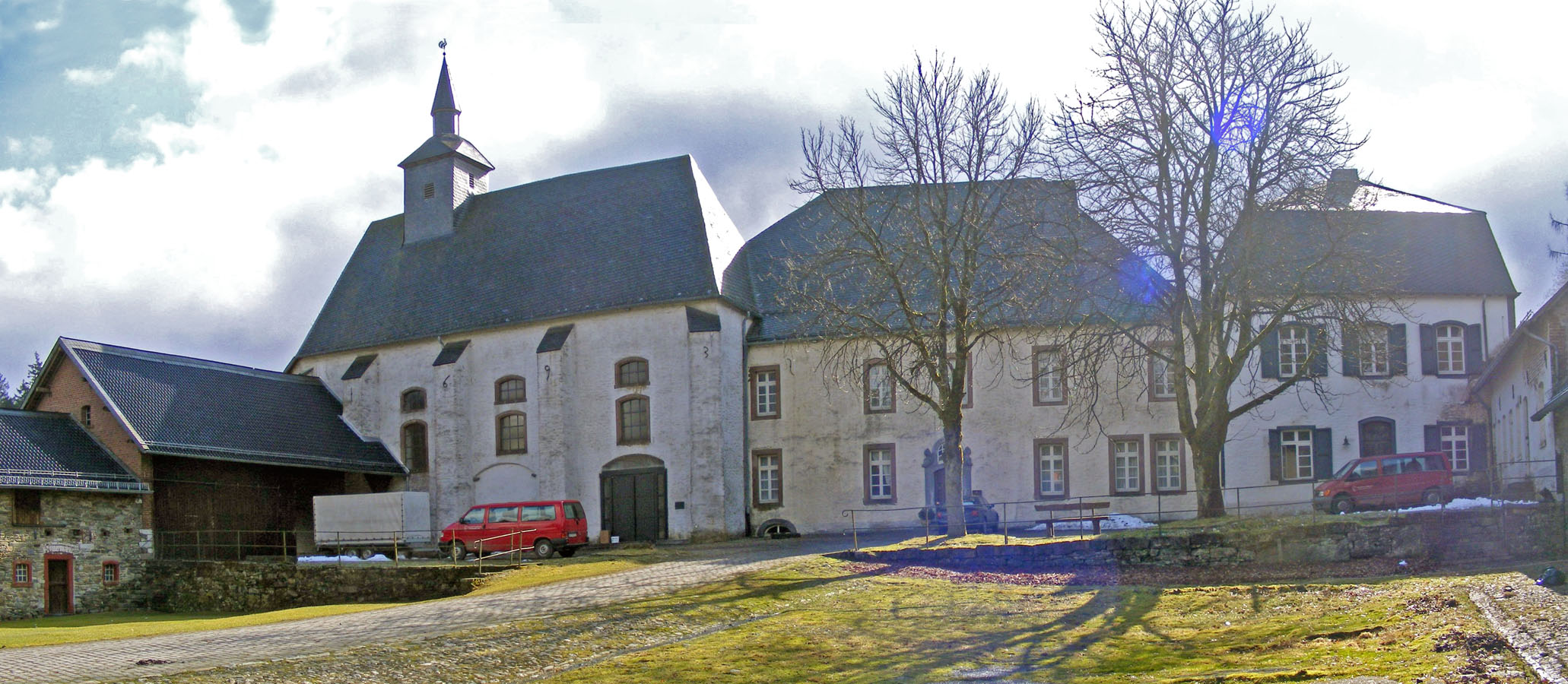
Innenhof mit Hauptgebäude und Klosterkirche (2009)

1973 erwarben Ernst Wilhelm Handschumacher und seine Frau Helma das ehemalige Kloster Reichenstein und setzten sich für eine Sanierung der Klosterkirche und der Klostergebäude ein. Im September 2008 übernahmen französische Benediktiner des Priorats Notre-Dame de Bellaigue, die der traditionalistischen Priesterbruderschaft St. Pius X. nahesteht, das Gut Reichenstein, um dort ein Kloster zu errichten. Am 16. Mai 2009 wurde die Klosterkirche vom Prior der Gründerabtei Bellaigue neu eingesegnet. Das Amt für Denkmalpflege im Landschaftsverband Rheinland erklärte: „Die angedachte Nutzung stellt aus denkmalpflegerischer Sicht einen Idealfall dar“.
Am 14. Oktober 2017 erfolgte die Benediktion und Errichtung des Benediktinerklosters vom unbefleckten Herzen Mariens. Der Bischof des römisch-katholischen Bistums Aachen war dabei nicht beteiligt.
Am 2. Februar 2025 kappte das Kloster seine kirchlichen Beziehungen zum Prior vom Kloster Bellaigue und nahm dadurch die interne Verbindung zur Bruderschaft St. Pius X. wieder auf.